# Perșotravenka, Kompaniivka
Perșotravenka (în ucraineană Першотравенка) este localitatea de reședință a comunei Perșotravenka din raionul Kompaniivka, regiunea Kirovohrad, Ucraina.

## Demografie
Componența lingvistică a localității Perșotravenka
     Ucraineană (93,59%)
     Rusă (4,27%)
     Alte limbi (0,21%)
Conform recensământului din 2001, majoritatea populației localității Perșotravenka era vorbitoare de ucraineană (93,59%), existând în minoritate și vorbitori de rusă (4,27%) și armeană (1,92%).